# Nicolas le Pèlerin
Saint Nicolas de Trani, ou Nicolas le Pèlerin (Stíri, 1075 - Trani, le 2 juin 1094) était un jeune Grec dévot, qui a parcouru les Pouilles comme pèlerin, et qui est mort dans la ville de Trani. Il est vénéré comme un saint par l'Église catholique. Il est l'un des patrons de l'archidiocèse de Trani-Barletta-Bisceglie. 

## Biographie
Les parents de Nicolas étaient de pauvres agriculteurs qui n'ont pas favorisé son éducation. Dès l'âge de huit ans, sa mère lui a fait quitter l'école. En raison de son travail de berger, il menait une vie solitaire, presque d'ermite. C'est ainsi qu'il a commencé son chemin de foi en récitant sans cesse le Kyrie eleison (« Seigneur, prends pitié »). En raison de ces paroles qui paraissaient obsessionnelles, il devint la risée de beaucoup de gens. Dans son pays natal et sans fondement, il a même été considéré comme un fou. Sa mère, exaspérée, le renvoya, alors qu'il n'avait que douze ans, et il partit se réfugier dans une grotte du mont Hélicon. 
Dans sa solitude, il rencontra un moine qui lui enseigna les rudiments de la vie monastique. Selon les récits (il y a en trois), il resta ainsi quelques années avant de recevoir l'intuition qu'il serait bon pour lui d'effectuer un pèlerinage à Rome, et ce fut ainsi que depuis Lépante il fit voile pour Otrante. Sinon, il rejoignit le monastère d'Osios Loukas où il resta la même durée mais dans des conditions variables, les moines préférant d'abord l'exorciser avant de conclurent qu'il était fol en Christ.     

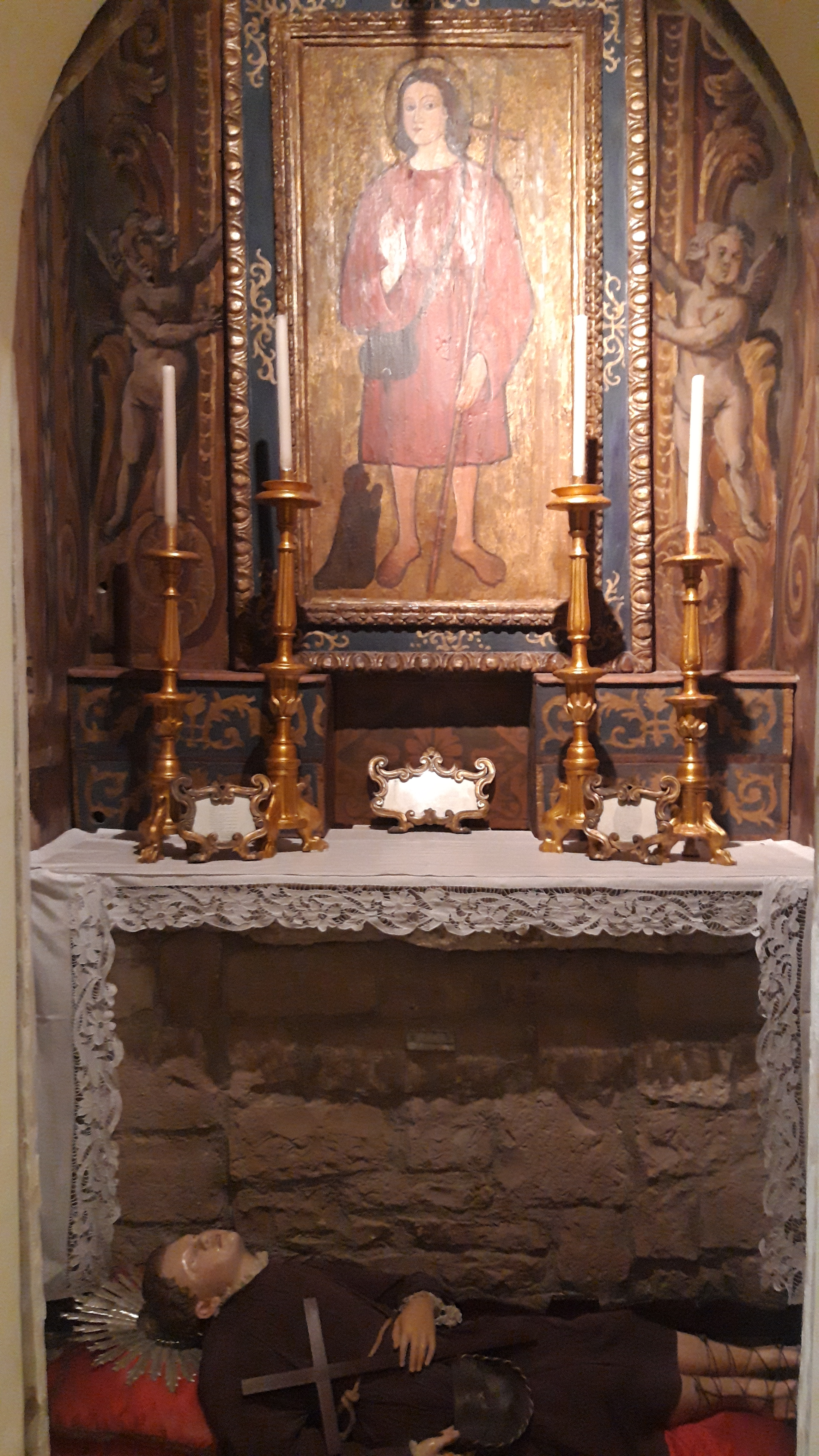
Icône et statue de saint Nicolas, autel latéral de l'église Saint-Nicolas de Trani, lieu traditionnel de sa mort.

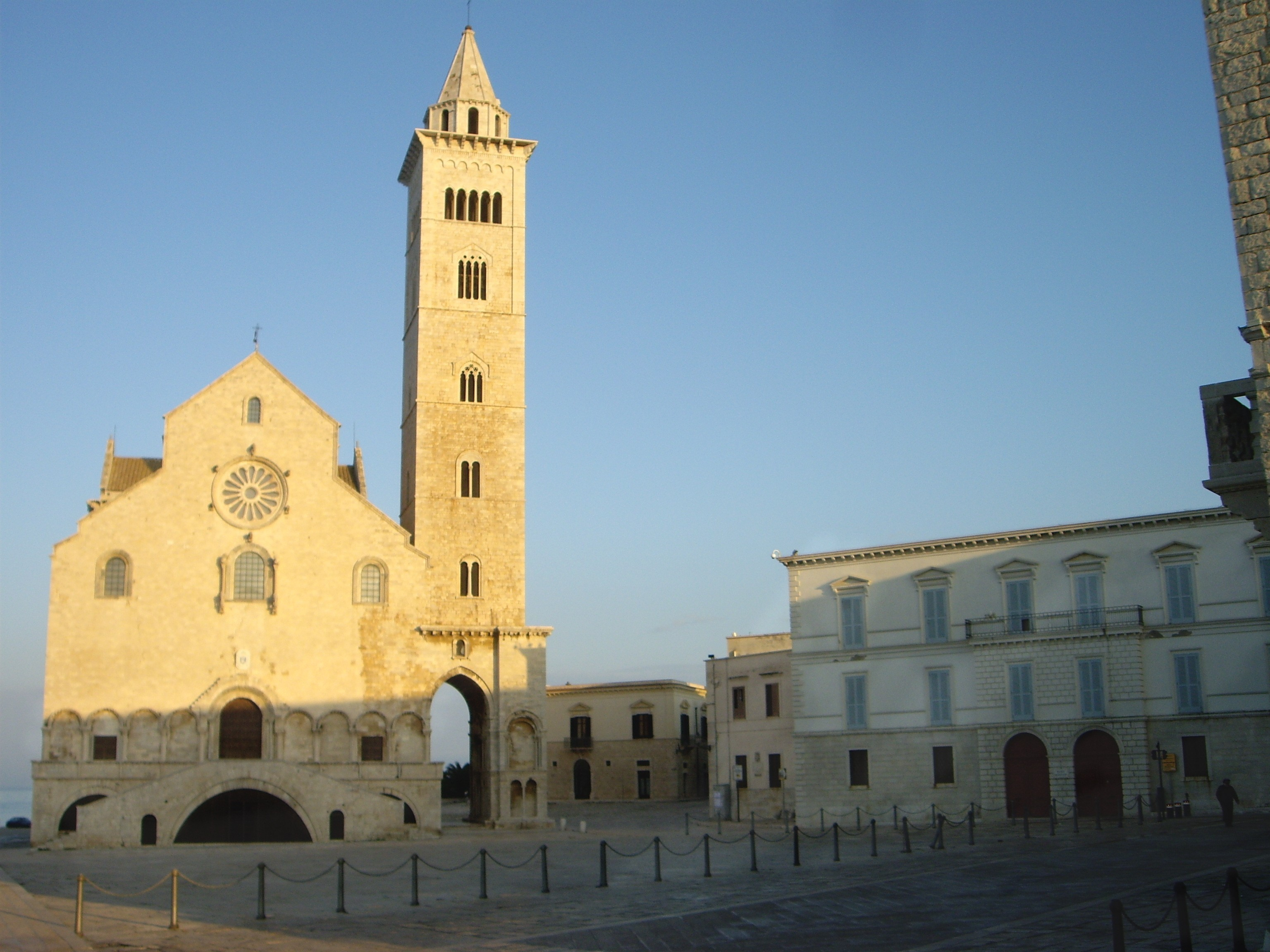
La cathédrale de Trani.

Il arriva en Italie en 1092, et peu de temps après, il rencontra un autre moine, Barthélemy, qui l'accompagna sur une partie dans son périple. Après Rome, il retourna dans les Pouilles qu'il commença à parcourir entièrement, priant sans cesse le Kyrie eleison, tenant une croix à la main et accomplissant quelques miracles. Selon les uns, sa réputation de fol en Christ se confirmait, selon les autres, il était considéré comme dérangé ou incommodant. Après être resté davantage à Lecce et Tarente où il dut subir la dépréciation de l'évêque et des coups portés à son encontre, il arriva à Trani le 20 mai 1094 dans un état d'affaiblissement. Sa répétition insistante lui valut d'autres désagréments jusqu'à sa rencontre avec l'archevêque Byzance qui l'interrogea personnellement. Impressionné par la simplicité et l'innocence du jeune homme, il lui offrit le gîte. 
Mais le 23 mai, Nicolas tomba malade. Il reçut de nombreuses visites, enfants et adultes, qu'ils l'avaient apprécié. Dans les derniers instants avant que le saint ne rende son dernier souffle, il accomplit un miracle se rapprochant de celui de Jésus lors du mariage à Cana, c'est-à-dire qu'il transforma l'eau du verre qu'il buvait en vin doux parfumé. Puis le 2 juin 1094, il mourut à 19 ans.  
Très vite furent annoncés les premiers miracles. Quelques années plus tard, dans la ferveur populaire et à l'initiative de l'archevêque de Trani, Byzance, il a été canonisé. Lors du concile de Bari de 1098, le prélat rencontra le pape Urbain II, qui approuva la valeur de Nicolas et dont il confirma la sainteté lors du concile qu'il tint ensuite à Rome. En 1748, le pape Benoît XIV l'a inscrit au Martyrologe romain. En 1099 ont commencé les travaux de construction de la cathédrale où son corps repose dans la crypte. Quant à la maison de l'évêque Byzance, elle est devenue l'église Saint-Nicolas.

## Source
- (it) Cet article est partiellement ou en totalité issu de l’article de Wikipédia en italien intitulé « Nicola Pellegrino » (voir la liste des auteurs).